# Championnat de Hongrie de football 1918-1919
Navigation
Saison précédente Saison suivante
La saison 1918-1919 du Championnat de Hongrie de football est la 16e édition du championnat de première division en Hongrie, la Nemzeti Bajnokság. Les douze meilleurs clubs de Budapest sont regroupés au sein d'une poule unique où ils se rencontrent deux fois au cours de la saison, à domicile et à l'extérieur. En fin de saison, le dernier du classement est relégué et remplacé par le meilleur club de II. Osztályú Bajnokság, la deuxième division hongroise.
C'est le MTK Budapest, triple tenant du titre, qui termine à nouveau en tête du classement final du championnat, avec quatre points d'avance sur le Ferencváros TC et neuf sur le Ujpest TE. C'est le 6e titre de champion de Hongrie de l'histoire du club.

## Les clubs participants
| - Székesfehérvár MÁV Előre - Budapest TC - Kispest AC - Ferencváros TC - III. Kerületi TVE - 33 FC | - Vasas SC - MTK Budapest - Terézvárosi TC - Promu de II. Osztályú Bajnokság - Ujpest TE - Budapest AK - Törekvés SE |

## Compétition

### Classement
Le barème utilisé pour établir le classement est le suivant :
- Victoire : 2 points
- Match nul : 1 point
- Défaite, forfait ou abandon : 0 point

| Rang | Équipe                    | Pts | J  | G  | N | P  | Bp  | Bc | Diff |
| ---- | ------------------------- | --- | -- | -- | - | -- | --- | -- | ---- |
| 1    | MTK Budapest (T)          | 39  | 22 | 18 | 3 | 1  | 116 | 20 | +96  |
| 2    | Ferencváros TC            | 35  | 21 | 15 | 5 | 1  | 43  | 8  | +35  |
| 3    | Ujpest TE                 | 30  | 22 | 12 | 6 | 4  | 39  | 19 | +20  |
| 4    | Vasas SC                  | 24  | 21 | 9  | 6 | 6  | 20  | 19 | +1   |
| 5    | Terézvárosi TC (P)        | 23  | 22 | 9  | 5 | 8  | 29  | 45 | -16  |
| 6    | III. Kerületi TVE         | 20  | 22 | 6  | 8 | 8  | 33  | 35 | -2   |
| 7    | 33 FC                     | 17  | 22 | 5  | 7 | 10 | 17  | 31 | -14  |
| 8    | Kispest AC                | 17  | 22 | 8  | 1 | 13 | 27  | 52 | -25  |
| 9    | Budapest TC               | 17  | 22 | 6  | 5 | 11 | 22  | 48 | -26  |
| 10   | Törekvés SE               | 14  | 21 | 3  | 8 | 10 | 27  | 32 | -5   |
| 11   | Budapest AK               | 13  | 21 | 3  | 7 | 12 | 21  | 41 | -20  |
| 12   | Székesfehérvári MÁV Előre | 9   | 20 | 3  | 3 | 14 | 22  | 66 | -44  |

|  | Vainqueur du championnat de Hongrie 1918-1919             |
|  | Relégation directe en deuxième division                   |
|  | (T) Tenant du titre (P) : Promu de II. Osztályú Bajnokság |

## Bilan de la saison
| Championnat de Hongrie de football 1918-1919 |                          |
| Champion                                     | MTK Budapest (6e titre)  |
| Coupes et trophées                           |                          |
| Vainqueur de la Coupe de Hongrie 1918-1919   | Non disputée             |
| Promotions et relégations                    |                          |
| Promus en Nemzeti Bajnokság                  | Ujpest TSE               |
| Relégués en II. Osztályú Bajnokság           | Székesfehérvári MÁV Előr |